# Le Mensuel de Rennes
Le Mensuel de Rennes est un magazine local d'actualité de la presse écrite française. Le premier numéro est sorti en kiosque le 7 mars 2009,. Il est disponible dans tous les kiosques de la région rennaise et par abonnement. Le journal est fondé par d'anciens journalistes du Mensuel du Golfe du Morbihan, diffusé dans le sud-est Morbihan depuis septembre 2004. Le principe du Mensuel de Rennes est de proposer des enquêtes fouillées, des informations inédites et des angles originaux,. Le Mensuel de Rennes devient une filiale du groupe Télégramme en 2015,,. Le rédacteur en chef est Philippe Créhange. Le journal a la qualification information politique et générale (IPG) pluralisme.

## Le projet éditorial
Le Mensuel de Rennes s'inscrit dans la continuité de la charte éditoriale du Mensuel du Golfe du Morbihan, tout en s'adaptant au territoire rennais. L'objectif initial était de publier un magazine d'information locale qui complète l'offre médiatique existante, en se différenciant par un ton, une périodicité et un support différents. Le Mensuel de Rennes fait partie d'exemples de médias bretons créés par des diplômés d'IUT de journalisme désireux d'interroger leur métier. Nicolas Legendre (prix Albert-Londres 2023) participe au lancement du média en 2009 et en a été le rédacteur en chef,.
En 2010, alors que naît le journalisme web, Le Mensuel de Rennes expérimente de nouveaux formats remarqués comme un web-documentaire sur la Rue de la Soif, ou un carnet multimédia en ligne des élections régionales françaises de 2010.

## Le projet économique
La société éditrice du Mensuel de Rennes est une SARL de presse nommée SPO (Société des périodiques de l'ouest), filiale du Télégramme, ex-SCRIB (Société de communication et de rédaction d'informations en Bretagne sud). À l'origine, SCRIB a été créée à l'initiative de cinq journalistes après leur sortie de l'IUT de Lannion. A la fondation du Mensuel de Rennes, ses créateurs revendiquent de décliner toute subvention émanant d'institutions locales. Le Mensuel de Rennes tire ses revenus de trois marchés : la vente en kiosque, les abonnements et la publicité.
En janvier 2012, le groupe Télégramme prend une participation minoritaire dans la société Scrib. A cette époque, Le Mensuel de Rennes est diffusé à 10 000 exemplaires et représente, avec son jumeau morbihannais Le Mensuel du Golfe du Morbihan, 21 salariés pour un chiffre d'affaires de 1 million d'euros. À la suite du redressement judiciaire de SCRIB en 2015, le groupe Télégramme reprend l'ensemble des activités de SCRIB.

## Format
Le Mensuel de Rennes traite chaque mois de l’actualité locale. Il se place sur le créneau de l’information locale avec une large place à l’investigation, une mise en page avec de nombreuses photographies. Il a une approche thématique de l'actualité à contrario de nombreuses publications locales privilégiant l'approche territoriale.
Le format du Mensuel de Rennes, à l'instar de mensuels comme Nordway dans les Hauts-de-France, concurrence la presse quotidienne régionale sur un de ses créneaux traditionnels, en se focalisant sur les enquêtes et les portraits plus longs, comme le note la sociologue Cégolène Frisque. Il tente de renouer avec une jeune génération urbaine qui n'est plus séduite par le rythme des quotidiens.

## Ligne éditoriale
Le Mensuel de Rennes n'est affilié à aucun courant politique mais affirme porter des valeurs "humanistes et citoyennes". Lors d'une émission d'Envoyé Spécial sur France 2, diffusée dans l'entre-deux-tours de l'élection présidentielle française de 2017, la journaliste Elise Menand montre aux équipes rennaises du Rassemblement national la une du Mensuel de Rennes titrant "Rennes, la ville la moins FN de France". Gilles Pennelle, président du groupe Rassemblement National au Conseil régional de Bretagne, commente : "C’est un mensuel qui est réputé pour être très anti Front National.".
Existant dans un espace médiatique restreint où les principales publications papier locales sont Ouest-France et le magazine institutionnel métropolitain Les Rennais, Le Mensuel de Rennes tente de démarquer son offre avec une tonalité éditoriale pluraliste, mais plus incisive, ce qui lui a parfois valu des critiques sur ses choix de unes.

## Prix et distinctions
Killian Tribouillard et Romain Joly, pour Le Mensuel de Rennes et le Mensuel du Golfe du Morbihan, ont reçu le prix ADJ - Anne-Lorraine Schmitt de l'Association des journalistes de la défense, catégorie reportage multimédia, pour leurs reportages réalisés aux côtés des militaires bretons en Afghanistan.

## Enquêtes marquantes
En mars 2018, à l'occasion du 100e numéro du Mensuel de Rennes, la chaîne TVR a récapitulé les unes marquantes du magazine. Parmi elles, Rennes la moche (n°59), sur la perception négative que les habitants de Rennes ont pu avoir de leur ville à travers l'histoire, Pourquoi l'aéroport ne se fera pas (n°62, en lien avec le projet d'aéroport de Notre-Dame-des-Landes), ou encore Pour Quoi ? (n°81), un décryptage de trois mois d'affrontements en marge du mouvement contre la loi Travail.
Plusieurs enquêtes du Mensuel de Rennes ont été citées dans des médias nationaux, comme le récit des dernières heures de Babacar Guèye, le nouveau centre d'entraînement du SRFC, une accusation de censure du magazine Bretons, l'apparition d'un des premiers clusters de Covid-19 au CHU de Rennes, ou les dépenses du Théâtre national de Bretagne,.
En 2018, lors d'une interview avec le Mensuel de Rennes, le musicien Ben Harper raconte son premier concert à Rennes et évoque l'envie de retrouver un vendeur de falafels avec qui il avait sympathisé à l'époque. Le journal lance un appel relayé par plusieurs médias nationaux, et internationaux.

## Collaboration avec Mediapart
En juin 2017, Le Mensuel de Rennes collabore avec le site d'information Mediapart à l'occasion d'une enquête visant la fédération française de tennis, sur des soupçons de trafics de billets constitutifs de possibles détournements de biens publics,.
Le Mensuel de Rennes est par ailleurs signataire de la tribune de Mediapart publiée le 21 février 2023 en réponse aux menaces de mort visant l'hebdomadaire Le Poher.